# Castelnau-d’Aude
Castelnau-d’Aude – miejscowość i gmina we Francji, w regionie Oksytania, w departamencie Aude. Przez gminę przepływa rzeka Aude.
Według danych na rok 1990 gminę zamieszkiwało 335 osób, a gęstość zaludnienia wynosiła 45 osób/km² (wśród 1545 gmin Langwedocji-Roussillon Castelnau-d’Aude plasuje się na 604. miejscu pod względem liczby ludności, natomiast pod względem powierzchni na miejscu 881.).